# Скалигер, Жозеф Жюст
Жозе́ф Жюст (Иосиф Юст) Скалиге́р (фр. Joseph Juste Scaliger, лат. Josephus Justus Scaliger; 5 августа 1540, Ажен, Гиень — 21 января 1609, Лейден, графство Голландия) — французский гуманист-филолог, историк и воин, итальянец по происхождению, издатель и комментатор античных текстов, автор книги «Об исправлении хронологии» (Париж, 1583), основополагающего труда научной хронологии. Сын Жюля Сезара Скалигера, внук картографа Бенедетто Бордоне.

## Биография
Жозеф Скалигер родился 5 августа 1540 года в аквитанском городе Ажене. Он был третьим сыном знаменитого учёного-филолога Жюля Сезара Скалигера. С 12 лет Иосиф учился в коллеже Гиени в Бордо. После смерти отца в 1558 году отправился в Париж. Четыре года учился в Сорбонне. В результате молодой Скалигер в совершенстве овладел не только латинским и древнегреческим, но также еврейским и арабским языками.
Энциклопедическое владение доступными в то время источниками создали Скалигеру славу крупнейшего филолога. Его комментарии (1573) к трактату Марка Теренция Варрона «De lingua Latina» и лексикографическому труду римского грамматика Секста Помпея Феста (1575) открыли учёному миру архаическую латынь.
В 1560-х годах Жозеф Скалигер совершил путешествие по Италии, затем — по Англии и Шотландии. Во время поездки, в 1562 году, он перешёл в кальвинизм. Жозеф Скалигер принимал участие в религиозной войне своего времени: как учёный-филолог он разоблачал подложность ряда папских документов, как солдат — сражался в рядах гугенотов.
После Варфоломеевской ночи (24 августа 1572 года) Жозеф Скалигер бежал в Швейцарию и стал профессором в Женевской академии.
В 1593 году Жозеф Скалигер отправился в Нидерланды. Остаток жизни он провёл в университете Лейдена и своей деятельностью способствовал расцвету филологии в Нидерландах.
Скалигер скончался 21 января 1609 года в Лейдене, ныне провинция Южная Голландия Королевства Нидерландов.

## Научное наследие

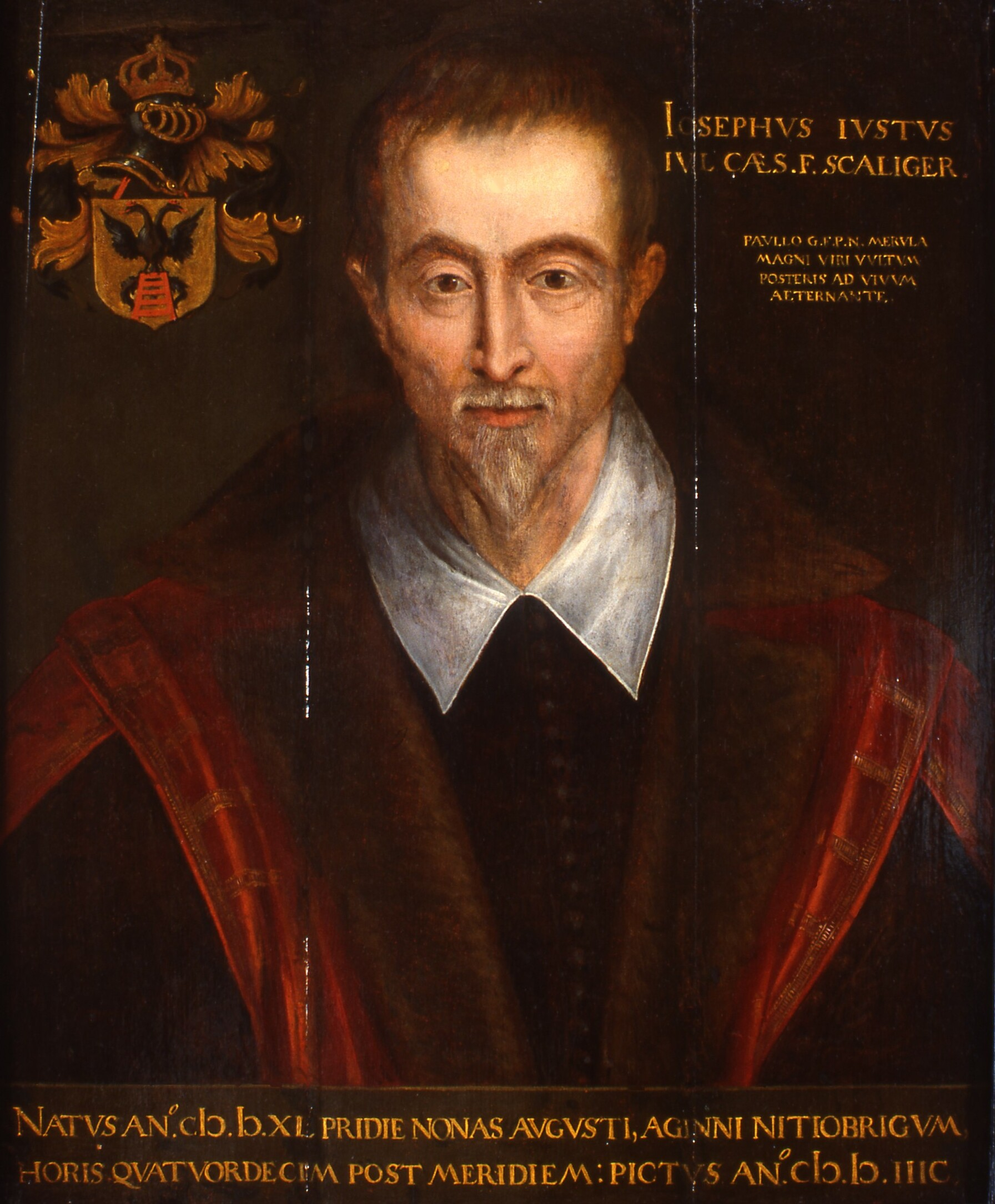
Портрет Жозефа Скалигера кисти Пауля Мерула (Paullus Merula), 3-го библиотекаря Лейденского Университета, 1597.

Одна из заслуг Жозефа Скалигера — создание научной хронологии как вспомогательной исторической дисциплины. Его познания в языках и истории многих народов, в математике, астрономии и теологии проявились в его «Новом сочинении об исправлении хронологии» («Opus novum de emendatione temporum», Париж, 1583; исправленное издание — Франкфурт, 1593), дальнейшим развитием этого труда стала книга «Сокровищница хронологии» («Thesaurus temporum», Лейден, 1606; Амстердам, 1629), в которую он включил также важнейшие источники по древней хронологии. В этих работах описаны системы исчисления времени, применявшиеся у разных народов (от Древнего Рима и Древней Греции до Восточной Азии и мексиканцев), и найдены способы перевода между этими системами. Скалигер широко использовал метод астрономической датировки событий по затмениям, развитый Кальвизием.
Скалигер предложил простую погодную хронологическую шкалу, к которой можно было бы приводить все исторические даты — юлианский период. Она основана на цикле длительностью 7980 лет, который получается перемножением трёх характерных для юлианского календаря периодов — 28-летнего (период повторения дней недели), 19-летнего (период повторения пасхального лунного цикла) и 15-летнего цикла индиктов с началом отсчёта 1 января 4713 до н. э. по пролептическому юлианскому календарю (24 ноября 4714 до н. э. по пролептическому григорианскому календарю), когда совпадают первые годы всех этих циклов. Эта система в дальнейшем была адаптирована для удобства астрономических расчётов Гершелем, который предложил все даты выражать через число дней, прошедших от указанного начала цикла Скалигера (Юлианский день).
До Скалигера историки пользовались теми хронологическими системами, которые находили в источниках: например для описания событий античности — по олимпиадам, по консулам, от основания Рима, а при сравнении дат полагались на некоторые известные синхронизмы. Скалигер первым поставил задачу систематического исследования соотношения различных календарных систем и хронологических эр.
В основу своей версии хронологии Жозеф Скалигер положил восстановленные им на основании обширных цитат у византийских историков хронологические сочинения Евсевия Кесарийского и его предшественника Секста Юлия Африкана, а также труды их продолжателей Иеронима Стридонского и Идация. Скалигер написал подробные комментарии и примечания к Хронике Евсевия. За «Примечаниями» следует систематическое изложение начал хронологии, с таблицами вычислений, ссылками на древние документы и т. п. Гуманитарная учёность Иосифа Скалигера превосходила собой знания и методы его предшественников. В сочинении «О монетном деле» («De re nummaria», Лейден, 1606) Скалигер первым из историков оценил важность изучения древних монет. Немецкий реформатор Гутер по инициативе Скалигера издал свод античных надписей (1602), к которому Скалигер составил целую сеть указателей, которые являлись образцом для будущих работ этого типа. Работы Скалигера получили развитие в исследованиях по хронологии иезуитов Дионисия Петавия и Джованни Баттиста Риччиоли, ирландского епископа Джеймса Ашшера.

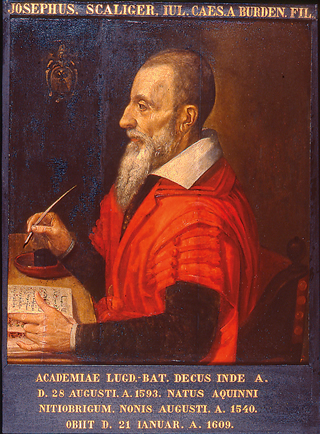
Портрет Скалигера 1608 года. Библиотека Лейденского университета.

Вместе с тем математические познания Жозефа Скалигера были не столь значительными. Известно, что он считал себя автором истинной квадратуры круга, которую опубликовал в 1594 году в книге «Cyclometrica elementa duo». Хотя его метод оспаривался современными ему геометрами (Франсуа Виетом, Христофором Клавием, Адрианом ван Рооменом и Лудольфом ван Кёленом), Жозеф Скалигер настаивал на своей правоте: согласно его ошибочным рассуждениям, {\displaystyle \pi } равнялось бы корню из 10 (примерно 3,16…), что являлось менее точным значением, чем даже у Архимеда (22/7 = 3,142…).

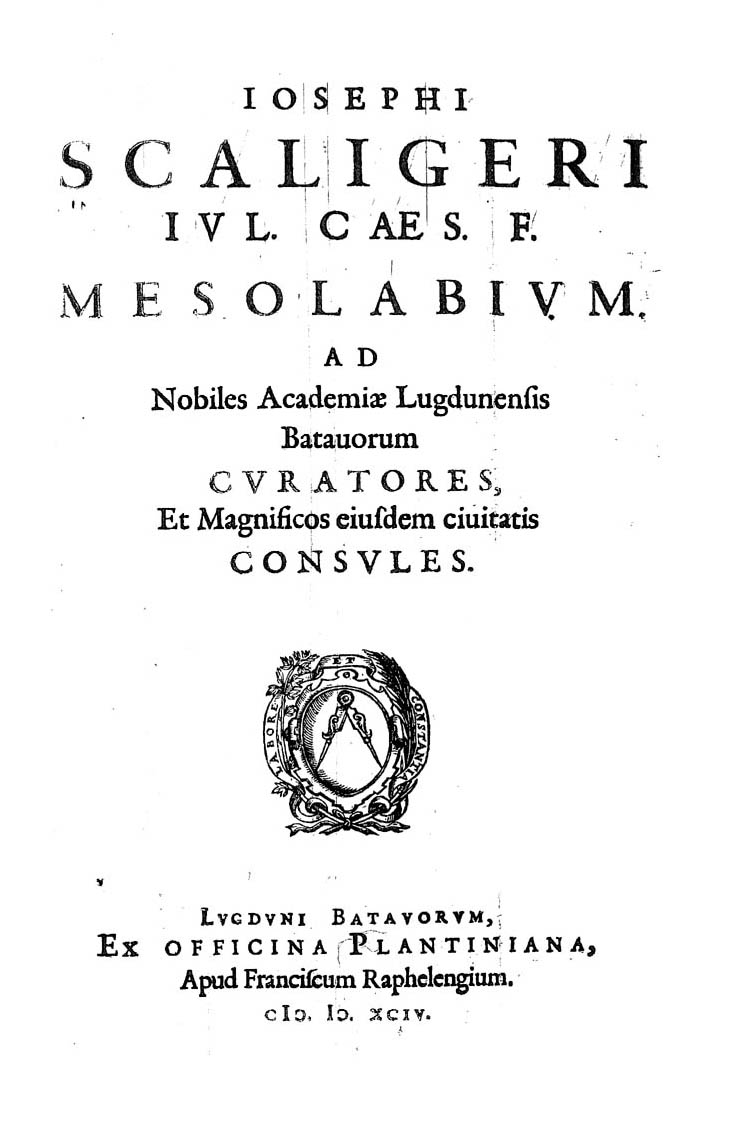
Mesolabium, 1594

Важный вклад внёс Скалигер в лингвистику. В написанном им в 1599 году труде «Рассуждение о языках европейцев» («Opuscula varia antehac non edita»; опубликован в 1610, посмертно), Скалигер фактически впервые сформулировал понятие «языковой группы», или, в его терминологии, «матрицы» (matrix), разделив все известные ему европейские языки на 11 групп, произошедших от 11 праязыков-матриц (linguae matrix). Эти матрицы суть: греческая, латинская (в современной терминологии — романские языки), тевтонская (германские языки), славянская, эпирская (албанский язык), татарская (тюркские языки), венгерская, финская (к ней Скалигер отнёс финский и саамский языки), ирландская (кельтский язык Ирландии), британская (кельтские языки Британских островов и французской Бретани), кантабрская (баскский). Однако факта родства между самими «языками-матрицами» Скалигер не заметил (этот шаг сделал 100 лет спустя Лейбниц); по мнению Скалигера, все 11 праязыков произошли от иврита после Вавилонского столпотворения.
Составленный и изданный им в 1572 г. словарь древнегреческого языка «Сокровищница греческого языка» («Thesarus linguae Graecae») пользовался наибольшей известностью среди подобных и неоднократно переиздавался с различными дополнениями и изменениями (последний раз в 1865 г.).

## Память
- В его честь назван один из институтов Лейденского университета.
- Энциклопедический словарь Гранат каждому тому предпосылает слова Скалигера: «Lexicographis secundus post Herculem labor» (Труд лексикографа уступает лишь труду Геркулеса).
- В 1970 г. Международный астрономический союз присвоил имя Жозефа Скалигера кратеру на обратной стороне Луны.

## Сочинения
- De emendatione temporum (Об исправлении хронологии, 1583)
- Thesaurus temporum (Сокровищница времён, Лейден, 1606)
- De re nummaria (О монетном деле, Лейден, 1606)
- Lettres françaises inédites de Joseph Scaliger (Подлинные французские письма Жозефа Скалигера)
- Opuscula varia antehac non edita (Париж, 1610)